# Guillermo Gonzalez (astronomo)
Guillermo Gonzalez (L'Avana, 1963) è un astrofisico cubano naturalizzato statunitense, sostenitore del disegno intelligente, e assistente professore presso la Ball State University, un'università pubblica di ricerca, a Muncie nell'Indiana.
È un membro anziano Center for Science and Culture del Discovery Institute, considerato il fulcro del movimento del disegno intelligente, e un membro della International Society for Complexity, Information, and Design, che promuove il disegno intelligente.

## Biografia
Gonzalez ha ottenuto una laurea in Fisica e Astronomia presso l'Università dell'Arizona nel 1987 e un dottorato di ricerca in Astronomia presso l'Università di Washington nel 1993. Ha svolto un lavoro di post-dottorato presso l'Università del Texas, Austin e l'Università di Washington. Ha ricevuto borse di studio e premi dalla NASA, dall'Università di Washington, da Sigma Xi, e dalla National Science Foundation. Ha introdotto il concetto zona galattica abitabile.. Fino a maggio 2008 è stato Assistant Professor presso il Dipartimento di Fisica e Astronomia alla Iowa State University. Attualmente insegna presso il Grove City College, una scuola cristiana evangelica.

## The Privileged Planet
Nel 2004 Gonzalez è stato coautore con il filosofo analitico Jay W. Richards del libro The Privileged Planet, che parte dall'ipotesi della rarità della Terra per sostenere che le evidenze scientifiche suggeriscono che la Terra sia stata intelligentemente progettata per ospitare la vita.
Il libro è stato recensito positivamente dall'astrofisico di Harvard Owen Gingerich  e da Philip Skell 
Sulla base del libro è stato fatto un documentario con lo stesso nome. Suscitò polemiche la decisione dello Smithsonian di mostrare il film all’Auditorium del National Museum of Natural History di Washington nel giugno del 2005. Lo Smithsonian venne infatti accusato di promuovere le iniziative del Discovery Institute sul tema controverso del Disegno Intelligente 

## Libri
- The Privileged Planet: How Our Place in the Cosmos Is Designed for Discovery (co-author Jay Richards), Regnery Publishing, Inc., Washington D.C., March 2004, ISBN 0-89526-065-4
- Observational Astronomy (co-authors D. Scott Birney, David Oesper) Cambridge University Press, 2006, ISBN 978-0-521-85370-5